# 오쿠노 후미코
오쿠노 후미코(일본어: 奥野 史子, 1972년 4월 14일~)는 일본의 아티스틱스위밍 선수 출신 탤런트, 스포츠 해설가이다. 결혼 후 이름은 아사하라 후미코(일본어: 朝原 史子)이며 1992년 하계 올림픽 싱크로나이즈 솔로와 듀엣 부문에서 각각 동메달을 획득했다.

## 선수 경력
1972년 나카교구에서 기모노 상점을 운영하는 가정에서 3자매들 중 막내로 태어났다. 4살에 교토시에 있는 수영 학교 교토답수회(일본어: 京都踏水会)에서 수영에 입문했고 6살에 아티스틱스위밍을 시작했다. 교토시립다쓰이케츠동학교와 교토시립조우손중등학교를 졸업했고 중학생일 때 이무라 마사요가 운영하던 『이무라 싱크로 클럽(일본어: 井村シンクロクラブ)』에서 아티스틱스위밍 교육을 받았다.
1988년 시텐노지고등학교에 추천입학했고 아티스틱스위밍이 국민체육대회의 정식 종목이 된 첫 번째 대회에 출전해 우승을 차지했다. 1989년 프랑스 파리에서 열린 1989년 월드컵에 일본 아티스틱스위밍 국가대표로 참가해 단체전에서 동메달을 획득했다. 고등학교를 졸업한 후 1991년 도시샤 대학 상학부에 입학한 그녀는 오스트레일리아의 퍼스에서 열린 1991년 세계 선수권 대회 싱크로나이즈드스위밍 단체전 부문에서 동메달을 획득했고 서독 본에서 열린 1991년 월드컵에서 솔로 부문 동메달, 다카야마 아키와 함께 듀엣 부문에서 은메달을 획득했다. 
오쿠노는 1992년 대학교 2학년일 때 1992년 하계 올림픽에 출전했고 싱크로나이즈드스위밍 솔로 부문에서 3등을 차지해 동메달을 획득했다. 이후 싱크로나이즈드스위밍 듀엣 부문 예선전에서 다카야마 아키와 함께 출전해 예선에서 3등을 차지했다. 그녀는 예선 이후 고타니 미카코와 교체되었고 아키와 미카코가 듀엣 결선에 출전하기로 결정되었다. 그러나 결선 4시간 전 후미코-미카코, 미카코-아키, 후미코-아키 조대로 대표팀 최종 연습이 진행되었고 연습 이후 예선전에 출전했던 후미코와 아키가 결선전에도 출전하기로 결정되었다. 이후 후미코는 아키와 함께 결선에서 3등을 차지해 솔로와 듀엣 부문에서 모두 동메달을 획득했고 일본 아티스틱스위밍 대표팀은 1984년 하계 올림픽 이후 싱크로나이즈드스위밍 종목에서 3연속 메달을 획득했다.
오쿠노는 스위스 로잔에서 열린 1993년 월드컵에 출전해 단체전에서 동메달을 획득했다. 이탈리아 로마에서 열린 1994년 세계 수영 선수권 대회에 참가했고, 솔로 부문에서 은메달을 획득하며 일본 수영 선수 역대 최고 메달 기록을 경신했고 싱크로나이즈드스위밍 솔로 종목에서 예술 점수 만점을 획득한 첫 번째 선수 기록을 세웠다. 그녀는 듀엣 부문에서 다치바나 미야와 함께 은메달을, 단체전에서 동메달을 획득했고 일본 히로시마시에서 열린 1994년 아시안 게임에 참가해 1994년 아시안 게임 싱크로나이즈 솔로와 듀엣 종목에서 모두 금메달을 획득했다. 
1995년 1월, 오쿠노는 등의 통증으로 인해 선수 경력을 마감한다고 발표했고 도시샤 대학을 졸업한 후 1995년 도시샤 대학 대학원에 입학해 대학원 과정을 수료했다.

## 은퇴 후 경력
선수 경력을 마감한 후 오쿠노는 방송매체들에서 탤런트, 스포츠 평론가로 활동했다. 1998년 미국의 라스베이거스에서 여름 휴가를 보내고 있을 때 그녀는 태양의 서커스의 수중공연 "오(영어: O)"를 보고 감명을 받아 1999년 태양의 서커스 단원에 지원했다. 그녀는 1996년 하계 올림픽에서 동메달을 획득했던 가와베 미호와 함께 태양의 서커스 입단 시험을 처음으로 통과한 일본인들이 되었고 2001년 10월 가와베와 함께 라스베이거스에서 "오"를 공연했다.
미국에서 태양의 서커스 단원으로 활동하면서 2002년 일본의 단거리 달리기, 멀리뛰기 선수 아사하라 노부하루와 결혼한 그녀는 첫째 아이를 임신한 것을 알게 된 후 당해 10월 태양의 서커스에서 퇴단해 일본으로 복귀했고 육아 활동과 평론가, 탤런트 활동을 병행했다. 2010년 남편 아사하라가 부이사장으로 있는 일반사단법인 애슬리트네트워크(일본어: 一般社団法人アスリートネットワーク)의 임원에 부임했고 교토시교육위원과 일본 문부과학성 중앙교육심의회 의원으로도 활동했으며 소아암을 앓고 있는 아이와 가족들을 지원하는 사회단체 『자이루도게모하우스(일본어: チャイルド・ケモ・ハウス)』에서 활동했다.
2013년 2월, 오쿠노는 자이루도게모하우스의 활동을 지원하고 스포츠를 즐기기 위해 트라이애슬론에 도전하겠다고 발표했다. 그녀는 2013년 4월 14일 이시가키섬에서 열린 "이시가키섬 트라이애슬론 2013"에 "연령부" 부문에 출전했고 3시간 16분 58초의 완주기록을 세우며 전체 668등을 차지했다. 2015년 4월 1일 전직 아티스틱스위밍 선수였던 다나카우루베 미야코와 함께 일본 아티스틱스위밍 국가대표팀의 코치로 임명되었고 같은 해에 미야코와 함께 비와코세이케이스포츠대학의 객원교수로 임명되었다.

## 개인사
오쿠노 후미코는 1991년 4월 도시샤 대학에서 아사하라 노부하루와 같은 수업을 듣게 되면서 노부하루를 만났다. 둘은 옆자리에 앉게 되면서 서로를 알게 되었고 오랜 기간 동안 교제를 이어왔다. 노부하루는 단거리 달리기, 멀리뛰기 선수로 활동하면서 도시샤 대학의 대학원 과정을 밟았고 미국에서 유학생활을 하고 있을 때 같은 지역에 거주하던 오쿠노를 다시 만나 2002년 그녀와 결혼했다.
2003년 4월 아사하라 부부 사이에 첫째 딸이 태어났고 2006년 7월 첫째 아들이 태어났다. 노부하루는 2008년 하계 올림픽에서 남자 4×100m 계주 결승전에 진출했고 당시 결승전에서 3등을 차지했다. 오쿠노는 장녀와 함께 남편의 계주 결승전을 경기장에서 지켜봤고 남편이 메달을 획득하면서 부부 모두가 올림픽 메달리스트가 되었다. 올림픽이 끝난 후 2008년 11월 22일 좋은 부부의 날에 아사하라 부부는 '2008년 올해의 부부'로 선정되었다. 2011년 7월 아사하라 부부 사이에 둘째 딸이 태어났다.